# 서스캐처원강
서스캐처원강(크리어: kisiskāciwani-sīpiy, "빨리 흐르는 강")은 캐나다의 주요 강 중의 하나로 길이는 약 547 km(340 mi)이다. 대체로 서스캐처원주와 매니토바주를 동쪽으로 가로질러 흘러가 하구인 위니펙호로 들어간다. 지류인 노스서스캐처원강과 사우스서스캐처원강을 포함할 때 캐나다 중부의 프레리 지역의 많은 부분이 서스캐처원강의 유역에 들어가며, 서쪽으로는 캐나다 앨버타주의 로키산맥까지의 지역과 미국 몬태나주 북부가 서스캐처원강의 유역에 들어간다. 앨버타주의 사우스서스캐처원강의 지류인 보강의 발원지로부터의 총 길이는 1,939 km(1,205 mi)에 이른다.